# Georg Dascher
Georg Dascher (født 27. juni 1911 i Groß-Zimmern, Hessen, død 25. november 1944 i Belgien) var en tysk håndboldspiller, som deltog i OL 1936.
Dascher spillede markhåndbold for Polizeisportverein Darmstadt, med hvilken han blev tysk mester i 1934.
Han var en del af det tyske håndboldlandshold, som deltog i OL 1936. Det var første gang, håndbold var på programmet ved et OL, og turneringen blev spillet på græs på 11-mandshold. Oprindeligt var ti hold tilmeldt, men Danmark, Holland, Sverige og Polen meldte fra, så blot seks hold deltog. Disse blev delt op i to puljer, hvor Tyskland vandt sin pulje suverænt med en samlet målscore på 51-1 efter blandt andet en 29-1 sejr over USA. De to bedste fra hver pulje gik videre til en finalerunde, hvor alle spillede mod alle. Igen vandt Tyskland alle sine kampe, men dog i lidt tættere kampe. Således vandt de mod Østrig med 10-6. Som vinder af alle kampe vandt tyskerne sikkert guld, mens Østrig fik sølv og Schweiz bronze. Dascher spillede to af kampene. Han opnåede i alt seks landskampe.
Dascher var politibetjent og tjente som løjtnant i Værnemagten under krigen. Han omkom på Vestfronten og er begravet på den tyske krigskirkegård i Lommel, Belgien.